# Dammeron Valley
Dammeron Valley – jednostka osadnicza w Stanach Zjednoczonych, w stanie Utah, w hrabstwie Washington.